# Hashim Thaçi

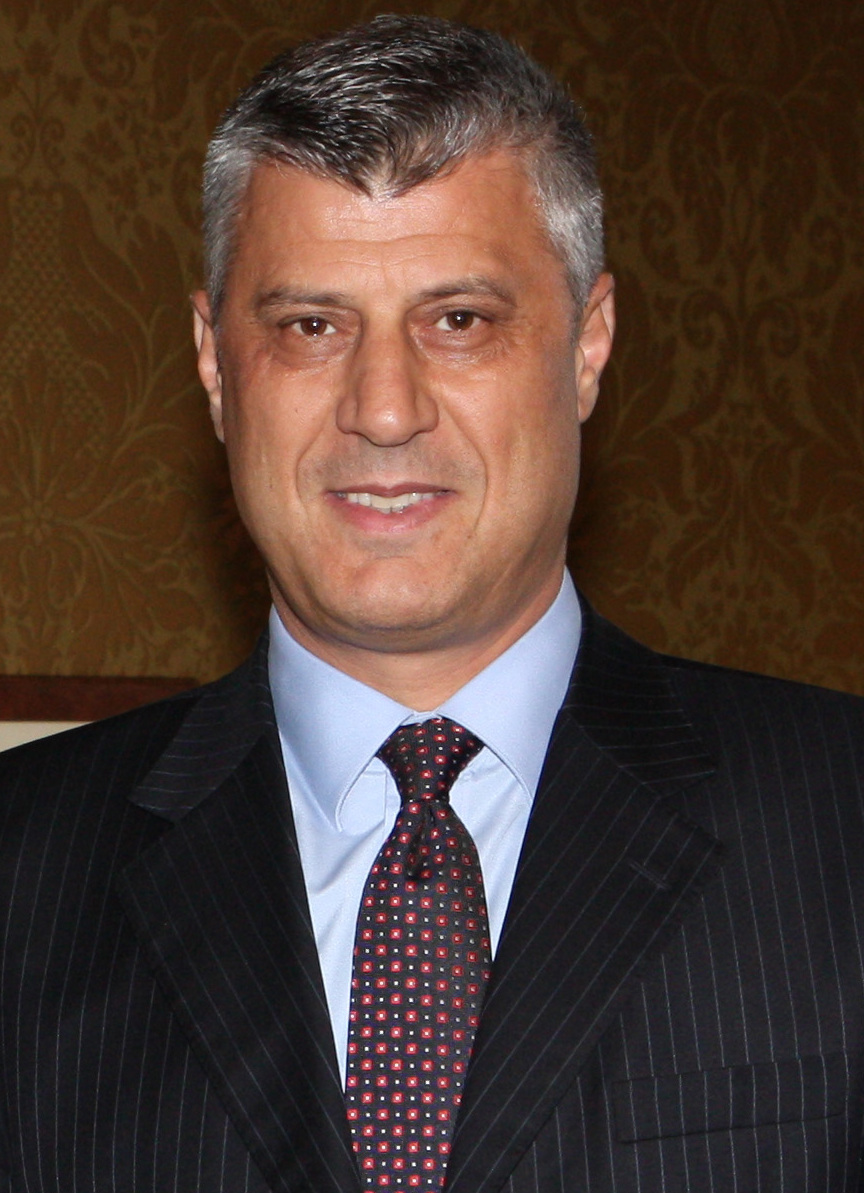
Hashim Thaçi năm 2012

Hashim Thaçi (tiếng Albani: Hashim Thaçi, đôi khi Thaqi, tiếng Serbi: Хашим Тачи or Hašim Tači; thường được gọi là Thaci trong các phương tiện truyền thông tiếng Anh) (sinh ngày 24 tháng 4 năm 1968 tại Burojë/Broćna ở đô thị Srbica - tây bắc thung lũng Drenica ở Kosovo, Serbia, Nam Tư) là chủ tịch của Đảng Dân chủ Kosovo (PDK) và là cựu lãnh đạo của Quân giải phóng Kosovo (KLA).
Before Thaçi đã di cư đến Thụy Sĩ, học triết học và lịch sử tại Đại học Priština. Năm 1993, Thaçi gia nhập nhóm di cư chính trị Kosovar ở Thụy Sĩ. Ở đó ông đã gặp những người sáng lập ra Mặt trận Nhân dân Kosovo (LPK), một chính đảng ở Kosovo theo chủ nghĩa dân tộc Albani và phong trào thống nhất tất cả các khu vực có dân Albani thành một quốc gia. Năm 1993, Thaçi được gia nhập tổ chức này và trở thành một thành viên thuộc nhóm chóp bu của KLA.